# 葬ラ謳
『葬ラ謳』（ほむらうた）は2002年9月に発売されたムックの2ndアルバム。内容の違う3種類が発売された。

## 概要
- 【初回盤】2002年9月6日 MSHN-003A
  - 「世界の終わり」を収録したボーナスCD付
- 【通常盤】2002年10月18日 MSHN-003B
  - 「絶望」のPVを追収録したエンハンスド仕様
- 【限定盤】2004年8月17日 MSHN-003C
  - 限定6,900枚。「水槽」の再録､製作終了コメントを収録したボーナスCD付
- 【新葬ラ謳】2017年6月30日～,2017年8月9日
  - ツアー「哀愁とアンティークと痛みも葬るツアー」会場にて限定販売。全曲新録及びリマスター版CDも付録。
  - 8月9日に流通盤として一般発売。「大嫌い 2006」を追加収録。

## 収録曲
1. ホムラウタ
（作曲：ミヤ）
  - インスト。タイトルの「ウタ」は正しくは小文字で表記されている。
2. 絶望
（作詞：ミヤ / 作曲：ミヤ）
  - ひたすら絶望的な気持ちを歌ったムックの代表的な曲。初めてプロモーションビデオが製作された作品でもある。
3. 幸せの終着
（作詞：逹瑯 / 作曲：石岡の金さん・銀さん）
  - 作曲はYUKKEとミヤの共作。
4. 君に幸あれ
（作詞：逹瑯 / 作曲：ミヤ）
  - シングル「負ヲ讃エル謳」に収録されている曲。タイトルからは想像がつかないほど過激な歌詞が特徴。
5. 僕が本当の僕に耐えきれず造った本当の僕
（作詞：ミヤ / 作曲：YUKKE）
6. ママ
（作詞：逹瑯 / 作曲：逹瑯）
  - 作中の主人公は動物であり、「ママ」は飼い主。保健所で処分されていく動物の気持ちを歌った曲。
7. 暗闇に咲く花
（作詞：逹瑯 / 作曲：2126）
  - 作曲はクレジットの記号の通り逹瑯とミヤの共作である。
8. 嘘で歪む心臓
（作詞：逹瑯 / 作曲：YUKKE）
  - シングル「青盤」に収録されている曲。
9. およげ!たいやきくん
（作詞：高田ひろお / 作曲：佐瀬寿一）
  - 『ひらけ!ポンキッキ』で製作された童謡「およげ!たいやきくん」のカバー曲。
10. 前へ
（作詞：逹瑯 / 作曲：SATOち）
11. 黒煙
（作詞：逹瑯 / 作曲：ミヤ）
12. スイミン
（作詞：ミヤ / 作曲：ミヤ）
  - シングル「赤盤」に収録されている曲。
13. 帰らぬ人
（作詞：ミヤ / 作曲：ミヤ）
  - ミヤの実体験を基に書かれた作品。「断絶」からの流れを組んでいる。
14. ズタズタ
（作詞：ミヤ / 作曲：ミヤ）
  - ミヤの実体験を基に書かれた作品。
15. 水槽
（作詞：ミヤ / 作曲：ミヤ）
2002年に発売された限定シングル。
限定盤のみに収録。

- BONUS CD (初回盤・限定盤)

1. 世界の終わり
2. 夢の街
3. 制作終了コメント（茨城弁）

## 新葬ラ謳
『新葬ラ謳』（しんほむらうた）は2017年6月に発売されたムックのアルバム。2002年9月に発売された2ndアルバム『葬ラ謳』のリメイク盤。会場限定盤、完全生産限定盤、通常盤が発売される。

### 収録曲
- DISC-1：新葬ラ謳

1. ホムラウタ
2. 絶望
3. 幸せの終着
4. 君に幸あれ
5. 僕が本当の僕に耐えきれず造った本当の僕
6. ママ
7. 暗闇に咲く花
8. 嘘で歪む心臓
9. およげ!たいやきくん
10. 前へ -In its true light-
シングル「ENDER ENDER」の通常盤で収録されているバージョン。
11. 黒煙
12. スイミン
13. 帰らぬ人
14. ズタズタ
15. 水槽
16. 大嫌い 2006
完全生産限定盤、通常盤に収録。シングル「流星」の通常盤で収録されているバージョン。

- DISC-2：葬ラ謳 〜リマスター〜

1. ホムラウタ
2. 絶望
3. 幸せの終着
4. 君に幸あれ
5. 僕が本当の僕に耐えきれず造った本当の僕
6. ママ
7. 暗闇に咲く花
8. 嘘で歪む心臓
9. およげ！たいやきくん
10. 前へ
11. 黒煙
12. スイミン
13. 帰らぬ人
14. ズタズタ
15. 水槽 Sg ver

- 特典DISC：本当に葬りたい黒歴史 DEMO音源 (会場限定盤のみ)

1. 前へ 前へ向けないDEMO
2. ママ DEMO
3. 絶望的な絶望の曲作りDEMO
4. 翼をください DEMOTAPE Ver.
5. 製作終了コメント2017【茨城弁?】
6. 夢の街2017 〜大人になって〜